# P・J・バーン
P・J・バーン（P. J. Byrne、1974年12月15日 - ）は、アメリカ合衆国の俳優である。

## 人物
ニュージャージー州メイプルウッドに生まれ、
ニュージャージー州オールド・タッパンで育つ。
現在はロサンゼルスにて妻と暮らしている。

## 出演作品
- 名もなき者/A COMPLETE UNKNOWN A Complete Unknown
- スキャンダル Bombshell
- カウントダウン Countdown (2019)
- ランペイジ 巨獣大乱闘
- サイバー諜報員 〜インテリジェンス〜（ネルソン・キャシディ）
- ウルフ・オブ・ウォールストリート（ニッキー）
- モンスター上司（ケニー）
- ブラインドスポット タトゥーの女 シーズン2 #6 （ダグラス・ウィンター）
- ファイナル・デッドブリッジ
- メンタリスト シーズン3
- キャッスル 〜ミステリー作家は事件がお好き シーズン3
- バーン・ノーティス 元スパイの逆襲 シーズン3
- フィラデルフィアは今日も晴れ シーズン5
- スリー・リバーズ　〜命をつなぐ熱き医師たち
- シークレット・アイドル ハンナ・モンタナ シーズン3
- BONES　ボーンズ -骨は語る- シーズン4
- ソウルメン
- 僕らのミライへ逆回転
- ボストン・リーガル シーズン3
- デスパレートな妻たち3
- NCIS ネイビー犯罪捜査班 シーズン3
- ザ・ホワイトハウス シーズン6
- なりすましアサシン
- ザ・ボーイズ シーズン2
- バビロン
- ジェン・ブイ